# Gabriel Aubry (pilota automobilistico)
Gabriel Aubry (Saint-Germain-en-Laye, 3 aprile 1998) è un pilota automobilistico francese, impegnato nel Campionato del mondo endurance nella classe LMP2.

## Carriera

### Kart e primi anni in Monoposto
Nato a Saint-Germain-en-Laye, Aubry ha iniziato a correre in karting nel 2008  all'età d'undici anni partecipando a diversi campionati in tutta Europa. Il suo maggior successo è stato il terzo posto nella classe KFJ del Trofeo Andrea Margutti dietro a Dan Ticktum e Nikita Sitnikov, battendo Jehan Daruvala e Lando Norris.
Nel 2015 passa alle corse in monoposto gareggiando nella  Formula 4 francese, nella serie ottiene nove podi tra cui la vittoria a Hungaroring. Aubry chiude terzo in classifica piloti dietro a Valentin Moineault e Sacha Fenestraz e davanti a Giuliano Alesi.

### Formula Renault e GP3

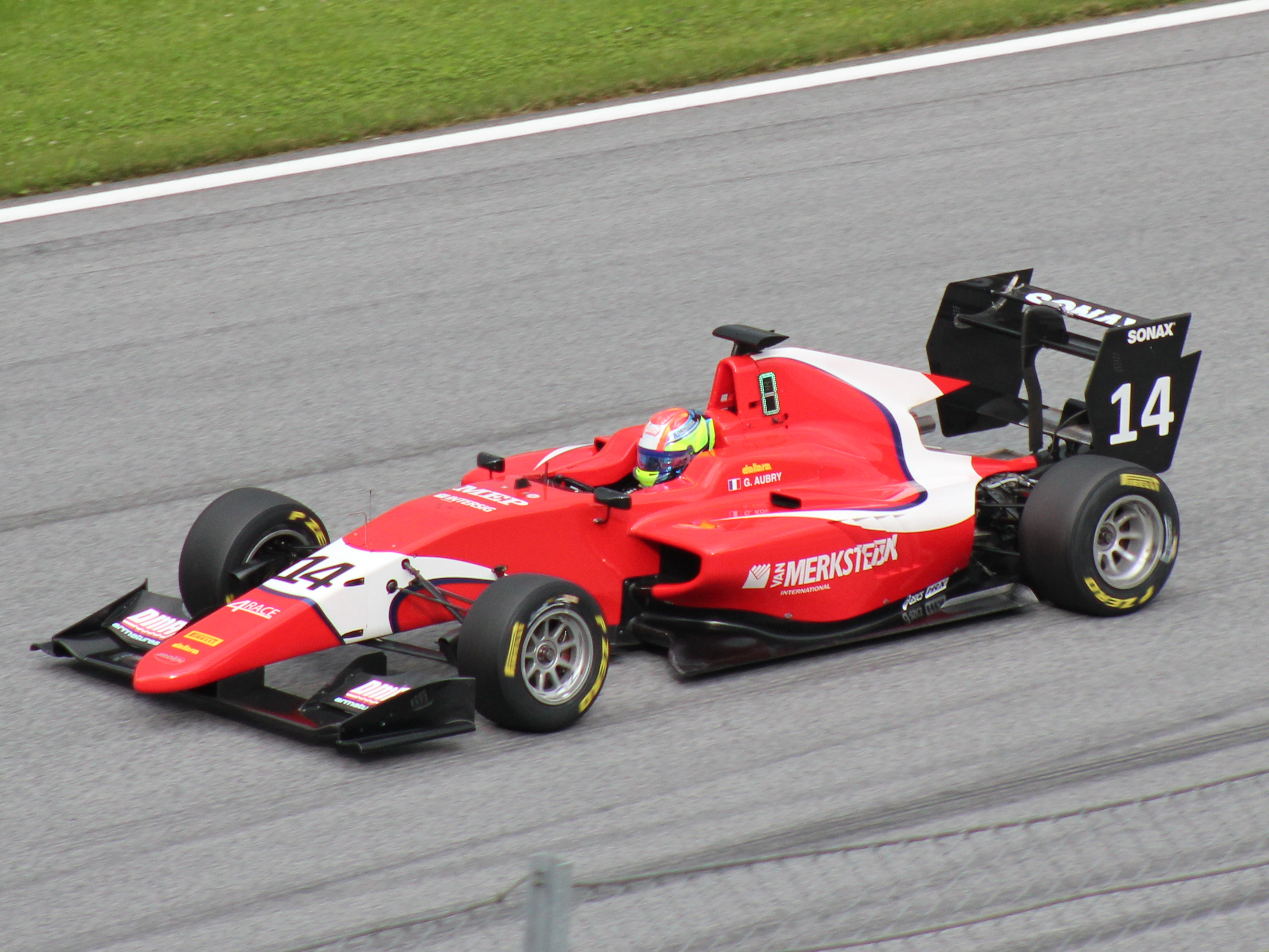
Gabriel Aubry nel 2018, impegnato nella GP3 Series

Nel 2016 si unisce al team Tech 1 Racing insieme al suo rivale Fenestraz, partecipando alla Eurocup Formula Renault 2.0 ma non ottiene risultati rilevanti. L'anno seguente Aubry continua con il team Tech 1 dove ottiene tre vittorie: due al Hungaroring, la prima davanti a Will Palmer e la seconda davanti a Robert Švarcman; la terza vittoria arriva sul Circuito di Spa-Francorchamps. Il pilota francese chiude la stagione al quinto posto.
Nell’inverno del 2018 prende parte a due round dell'Asian Le Mans Series con il team Jackie Chan DC Racing supportato dalla Jota. Lo stesso anno prende parte alla GP3 Series con il team Arden International. La stagione è molto difficile, Aubry chiude solo due volte in zona punti e finisce al diciottesimo posto in classifica.

### Endurance

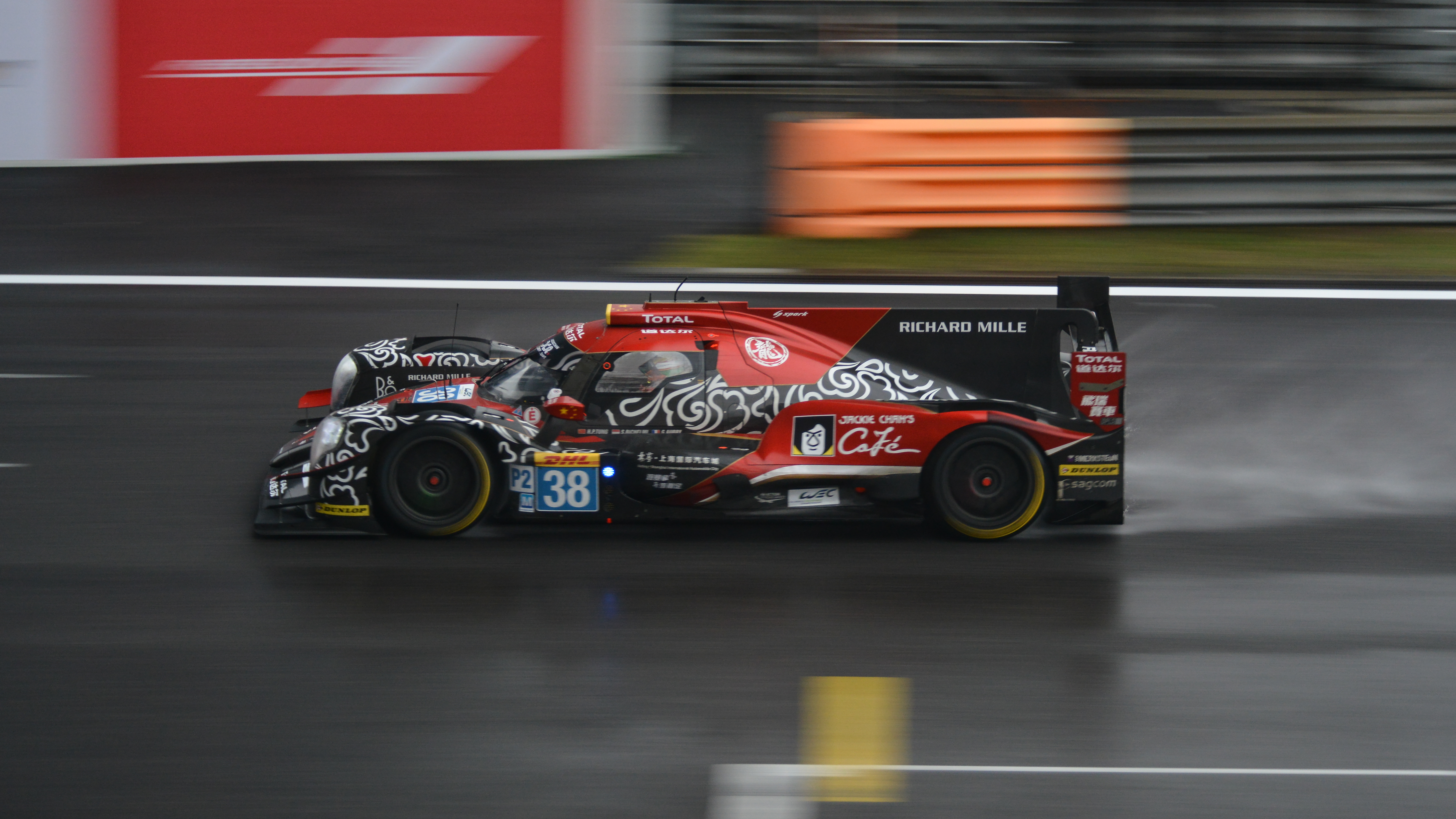
Gabriel Aubry durante la 6 Ore di Shanghai 2018 con l'Oreca 07 del team Jackie Chan DC Racing

Già nel 2018, oltre alla GP3 Series, prende parte alla 24 Ore di Le Mans e a due corse della European Le Mans Series nella classe LMP2. L'anno seguente prende parte al Mondiale endurance correndo per il team Jackie Chan DC Racing, dividendo l'Oreca 07 con Ho-Pin Tung e Stéphane Richelmi. Il team ottiene tre vittorie e il secondo posto nella 24 Ore di Le Mans chiudendo al secondo posto dietro a Signatech Alpine Matmut.

Gabriel Aubry con la Ferrari 488 GTE Evo durante la 24 Ore di Le Mans 2022

Nel 2019 prende parte a due programmi, il primo con il team PR1/Mathiasen Motorsports con cui partecipa alla Michelin Endurance Cup del campionato IMSA dove chiude da vicecampione. Il secondo programma è sempre con la Jackie Chan DC nel WEC. L'anno seguente partecipa alla European Le Mans Series e per la prima volta, con il team JDC-Miller MotorSports, prende parte al campionato IMSA nella classe regina, la DPi.
Nel 2021 diventa pilota di riserva del team Alpine Elf Matmut, provando l'Hypercar del team francese. Inoltre, prende parte a diverse corse di durata. L'anno seguente torna a tempo pieno nel Mondiale endurance gareggiando nella classe LMGTE Am con la Ferrari 488 GTE Evo.
Nel 2023 torna nella classe LMP2 partecipando al Mondiale endurance con il team Vector Sport. L'anno seguente rimane legato al team britannico ma passa alla European Le Mans Series.

## Risultati

### Riassunto della carriera
| Stagione | Serie                          | Team                           | Gare              | Vittorie          | Pole              | G.V               | Podio             | Punti             | Pos.              |
| -------- | ------------------------------ | ------------------------------ | ----------------- | ----------------- | ----------------- | ----------------- | ----------------- | ----------------- | ----------------- |
| 2015     | Formula 4 francese             | Auto Sport Academy             | 21                | 1                 | 1                 | 4                 | 10                | 227               | 3º                |
| 2016     | Eurocup Formula Renault 2.0    | Tech 1 Racing                  | 15                | 0                 | 0                 | 0                 | 0                 | 35                | 12º               |
| 2016     | Formula Renault 2.0 NEC        | Tech 1 Racing                  | 9                 | 0                 | 0                 | 0                 | 0                 | 76                | 18º               |
| 2017     | Formula Renault Eurocup        | Tech 1 Racing                  | 23                | 3                 | 2                 | 1                 | 8                 | 232               | 5º                |
| 2017     | Formula Renault NEC            | Tech 1 Racing                  | 9                 | 3                 | 2                 | 1                 | 4                 | 115               | 5º                |
| 2017–18  | Asian Le Mans Series - LMP3    | Jackie Chan DC Racing con Jota | 2                 | 1                 | 0                 | 0                 | 1                 | 37                | 6º                |
| 2018     | GP3 Series                     | Arden International            | 18                | 0                 | 0                 | 0                 | 0                 | 5                 | 18º               |
| 2018     | 24 Ore di Le Mans - LMP2       | Jackie Chan DC Racing          | 1                 | 0                 | 0                 | 0                 | 0                 | N/A               | 6º                |
| 2018     | European Le Mans Series - LMP2 | IDEC Sport                     | 2                 | 0                 | 0                 | 0                 | 0                 | 14                | 16º               |
| 2018–19  | Mondiale endurance - LMP2      | Jackie Chan DC Racing          | 8                 | 3                 | 3                 | 0                 | 6                 | 166               | 2º                |
| 2019     | IMSA - LMP2                    | PR1/Mathiasen Motorsports      | 4                 | 2                 | 2                 | 3                 | 3                 | 130               | 4º                |
| 2019     | 24 Ore di Le Mans - LMP2       | Jackie Chan DC Racing          | 1                 | 0                 | 0                 | 0                 | 1                 | N/A               | 2º                |
| 2019–20  | Mondiale endurance - LMP2      | Jackie Chan DC Racing          | 7                 | 1                 | 1                 | 0                 | 5                 | 128               | 7º                |
| 2020     | European Le Mans Series - LMP2 | Algarve Pro Racing             | 5                 | 0                 | 0                 | 0                 | 0                 | 19.5              | 12º               |
| 2020     | IMSA - DPi                     | JDC-Miller MotorSports         | 2                 | 0                 | 0                 | 0                 | 0                 | 46                | 22º               |
| 2020     | IMSA - LMP2                    | PR1/Mathiasen Motorsports      | 1                 | 0                 | 1                 | 0                 | 1                 | 0                 | NC                |
| 2021     | IMSA - LMP2                    | Tower Motorsport By Starworks  | 7                 | 1                 | 0                 | 2                 | 5                 | 2012              | 3º                |
| 2021     | European Le Mans Series - LMP2 | Panis Racing                   | 1                 | 0                 | 0                 | 0                 | 1                 | 18.5              | 20º               |
| 2021     | European Le Mans Series - LMP2 | IDEC Sport                     | 1                 | 0                 | 0                 | 0                 | 0                 | 18.5              | 20º               |
| 2021     | Mondiale endurance - LMP2      | PR1 Motorsports                | 1                 | 0                 | 0                 | 0                 | 0                 | 0                 | NC                |
| 2021     | Mondiale endurance - LMP2      | Richard Mille Racing Team      | 1                 | 0                 | 0                 | 0                 | 0                 | 8                 | 23º               |
| 2021     | Mondiale endurance             | Alpine Elf Matmut              | Pilota di riserva | Pilota di riserva | Pilota di riserva | Pilota di riserva | Pilota di riserva | Pilota di riserva | Pilota di riserva |
| 2022     | Mondiale endurance - LMGTE Am  | Spirit of Race                 | 6                 | 0                 | 0                 | 0                 | 0                 | 16                | 22 º              |
| 2022     | 24 Ore di Le Mans - LMGTE Am   | Spirit of Race                 | 1                 | 0                 | 0                 | 0                 | 0                 | N/A               | DNF               |
| 2022     | European Le Mans Series - LMP2 | Team Virage                    | 6                 | 0                 | 0                 | 0                 | 0                 | 0                 | 26º               |
| 2023     | Mondiale endurance - LMP2      | Vector Sport                   | 1                 | 0                 | 0                 | 0                 | 0                 | 3                 | 9º*               |

* Stagione in corso.

### Campionato del mondo endurance
| Anno    | Squadra                   | Classe   | Vettura             | SPA | LMS | SIL | FUJ | SHA | SEB | SPA | LMS | Punti | Pos. |
| ------- | ------------------------- | -------- | ------------------- | --- | --- | --- | --- | --- | --- | --- | --- | ----- | ---- |
| 2018-19 | Jackie Chan DC            | LMP2     | Oreca 07-Gibson     | 1   | 4   | 1   | 2   | 1   | 6   | 3   | 2   | 166   | 2º   |
| Anno    | Squadra                   | Classe   | Vettura             | SIL | FUJ | SHA | BHR | COA | SPA | LMS | BHR | Punti | Pos. |
| 2019-20 | Jackie Chan DC            | LMP2     | Oreca 07-Gibson     | 4   | 2   | 2   | 3   | 2   | WD  | DSQ | 1   | 128   | 7º   |
| Anno    | Squadra                   | Classe   | Vettura             | SPA | ALG | MNZ | LMS | BHR | BHR |     |     | Punti | Pos. |
| 2021    | Richard Mille Racing Team | LMP2     | Oreca 07            |     |     |     |     | 6   |     |     |     | 8     | 23º  |
| Anno    | Squadra                   | Classe   | Vettura             | SEB | SPA | LMS | MON | FUJ | BHR |     |     | Punti | Pos. |
| 2022    | Spirit of Race            | LMGTE Am | Ferrari 488 GTE Evo | NC  | Rit | 12  | Rit | 5   | 7   | 13  |     | 16    | 22º  |
| Anno    | Squadra                   | Classe   | Vettura             | SEB | ALG | SPA | LMS | MON | FUJ | BHR |     | Punti | Pos. |
| 2023    | Vector Sport              | LMP2     | Oreca 07-Gibson     | 9   | 12  | Rit | 5   | Rit | 7   | NC  |     | 29    | 16°  |
| Legenda |                           |          |                     |     |     |     |     |     |     |     |     |       |      |

* Stagione in corso.

### Risultati 24 Ore di Le Mans
| Anno | Team                      | Co-Pilota                     | Vettura             | Classe      | Giri | Pos. | Class Pos. |
| ---- | ------------------------- | ----------------------------- | ------------------- | ----------- | ---- | ---- | ---------- |
| 2018 | Jackie Chan DC Racing     | Ho-Pin Tung Stéphane Richelmi | Oreca 07-Gibson     | LMP2        | 356  | 10º  | 6º         |
| 2019 | Jackie Chan DC Racing     | Ho-Pin Tung Stéphane Richelmi | Oreca 07-Gibson     | LMP2        | 367  | 7º   | 2º         |
| 2020 | Jackie Chan DC Racing     | Ho-Pin Tung Will Stevens      | Oreca 07-Gibson     | LMP2        | 141  | DSQ  | DSQ        |
| 2021 | PR1 Motorsports Mathiasen | Patrick Kelly Simon Trummer   | Oreca 07-Gibson     | LMP2 Pro-Am | 261  | DNF  | DNF        |
| 2022 | Spirit of Race            | Franck Dezoteux Pierre Ragues | Ferrari 488 GTE Evo | GTE Am      | 127  | DNF  | DNF        |
| 2023 | Vector Sport              | Ryan Cullen Matthias Kaiser   | Oreca 07-Gibson     | LMP2        | 324  | 15º  | 7º         |